# Wahlkreis Rheingau-Taunus II
Der Wahlkreis Rheingau-Taunus II (Wahlkreis 29) ist einer der beiden Landtagswahlkreise im hessischen Rheingau-Taunus-Kreis. Der Wahlkreis umfasst die Städte und Gemeinden Aarbergen, Hohenstein, Hünstetten, Idstein, Niedernhausen, Taunusstein und Waldems. Durch Gesetz vom 18. Dezember 2017 wurde die bis dahin zum Wahlkreis gehörende Gemeinde Heidenrod dem Wahlkreis Rheingau-Taunus I zugeschlagen.
Geografisch deckt der Wahlkreis den Nordosten des Rheingau-Taunus-Kreises ab, der auch als Untertaunus bekannt ist, jedoch ohne den westlichen Teil mit Bad Schwalbach, Heidenrod und Schlangenbad, die zum Wahlkreis Rheingau-Taunus I gehören.

## Wahl 2023
| Landtagswahl in Hessen 2023 – WK Rheingau-Taunus IIZweitstimmen %403020100 37,9 %17,1 %16,1 %13,0 %5,7 %2,8 %2,0 %1,4 %3,8 % CDUAfDGrüneSPDFDPFWLinkeTierschutzSonst.Gewinne und Verlusteim Vergleich zu 2018 %p 10 8 6 4 2 0 −2 −4 −6+8,9 %p+3,9 %p−4,4 %p−4,0 %p−3,3 %p+0,1 %p−3,4 %p+0,3 %p+1,6 %pCDUAfDGrüneSPDFDPFWLinkeTierschutzSonst. |

| Gegenstand der Nachweisung | Gegenstand der Nachweisung | Erst- stimmen | Erst- stimmen | Zweit- stimmen | Zweit- stimmen |
| Bewerber                   | Partei                     | Anzahl        | %             | Anzahl         | %              |
| -------------------------- | -------------------------- | ------------- | ------------- | -------------- | -------------- |
| Wahlberechtigte            | Wahlberechtigte            | 72.026        | 72.026        | 72.026         | 72.026         |
| Wähler                     | Wähler                     | 50.775        | 50.775        | 50.775         | 70,5           |
| Ungültige Stimmen          | Ungültige Stimmen          | 924           | 1,8           | 663            | 1,3            |
| Gültige Stimmen            | Gültige Stimmen            | 49.851        | 98,2          | 50.112         | 98,7           |
| davon                      |                            |               |               |                |                |
| André Stolz                | CDU                        | 20.746        | 41,6          | 19.002         | 37,9           |
| Miriam Fuchs               | GRÜNE                      | 8.212         | 16,5          | 8.070          | 16,1           |
| Marius Weiß                | SPD                        | 6.887         | 13,8          | 6.525          | 13,0           |
| Klaus Gagel                | AfD                        | 8.199         | 16,4          | 8.594          | 17,1           |
| Juliane Bremerich          | FDP                        | 2.518         | 5,1           | 2.848          | 5,7            |
| Finn Köllner               | Die Linke                  | 1.331         | 2,7           | 1.012          | 2,0            |
| Dragan Kosanovic           | Freie Wähler               | 1.958         | 3,9           | 1.425          | 2,8            |
|                            | Tierschutzpartei           |               |               | 715            | 1,4            |
|                            | Die PARTEI                 | 350           | 0,7           |                |                |
|                            | Piraten                    | 150           | 0,3           |                |                |
|                            | ÖDP                        | 87            | 0,2           |                |                |
|                            | P. f. schulm. Verjf.       | 21            | 0,0           |                |                |
|                            | V-Partei³                  | 207           | 0,4           |                |                |
|                            | PdH                        | 78            | 0,2           |                |                |
|                            | ABG                        | 67            | 0,1           |                |                |
|                            | APPD                       | 39            | 0,1           |                |                |
|                            | Basis                      | 370           | 0,7           |                |                |
|                            | DKP                        | 10            | 0,0           |                |                |
|                            | DIE NEUE MITTE             | 21            | 0,0           |                |                |
|                            | Volt                       | 428           | 0,9           |                |                |
|                            | Klimaliste                 | 93            | 0,2           |                |                |

## Wahl 2018
| Gegenstand der Nachweisung | Gegenstand der Nachweisung | Wahlkreis- stimmen | Wahlkreis- stimmen | Landes- stimmen | Landes- stimmen |
| Kreiswahlbewerber          | Partei                     | Anzahl             | %                  | Anzahl          | %               |
| -------------------------- | -------------------------- | ------------------ | ------------------ | --------------- | --------------- |
| Wahlberechtigte            | Wahlberechtigte            | 72.029             | 100,0              | 72.029          | 100,0           |
| Wähler                     | Wähler                     | 52.804             | 73,3               | 52.804          | 73,3            |
| Ungültige Stimmen          | Ungültige Stimmen          | 1.124              | 2,1                | 901             | 1,7             |
| Gültige Stimmen            | Gültige Stimmen            | 51.680             | 100,0              | 51.903          | 100,0           |
| davon                      |                            |                    |                    |                 |                 |
| Peter Beuth                | CDU                        | 18.000             | 34,8               | 15.053          | 29,0            |
| Marius Weiß                | SPD                        | 10.250             | 19,8               | 8.822           | 17,0            |
| Kai Klose                  | GRÜNE                      | 9.931              | 19,2               | 10.622          | 20,5            |
| Jan Beyersdörfer           | LINKE                      | 2.618              | 5,1                | 2.791           | 5,4             |
| Stefan Müller              | FDP                        | 4.403              | 8,5                | 4.676           | 9,0             |
| Klaus Gagel                | AfD                        | 6.478              | 12,5               | 6.837           | 13,2            |
| –                          | PIRATEN                    | –                  | –                  | 148             | 0,3             |
| –                          | FREIE WÄHLER               | –                  | –                  | 1.401           | 2,7             |
| –                          | NPD                        | –                  | –                  | 54              | 0,1             |
| –                          | Die Partei                 | –                  | –                  | 307             | 0,6             |
| –                          | ÖDP                        | –                  | –                  | 101             | 0,2             |
| –                          | Die Grauen                 | –                  | –                  | 76              | 0,1             |
| –                          | BüSo                       | –                  | –                  | 4               | 0,0             |
| –                          | AD-Demokraten              | –                  | –                  | 35              | 0,1             |
| –                          | Bündnis C                  | –                  | –                  | 68              | 0,1             |
| –                          | Bündnis Grundeinkommen     | –                  | –                  | 43              | 0,1             |
| –                          | Die Violetten              | –                  | –                  | 36              | 0,1             |
| –                          | LKR                        | –                  | –                  | 28              | 0,1             |
| –                          | Menschliche Welt           | –                  | –                  | 38              | 0,1             |
| –                          | Die Humanisten             | –                  | –                  | 74              | 0,1             |
| –                          | Gesundheitsforschung       | –                  | –                  | 46              | 0,1             |
| –                          | Tierschutzpartei           | –                  | –                  | 566             | 1,1             |
| –                          | V-Partei³                  | –                  | –                  | 77              | 0,1             |

Neben dem direkt gewählten Wahlkreisabgeordneten Peter Beuth (CDU) sind aus dem Wahlkreis noch der SPD-Kandidat Marius Weiß, der Grünen-Kandidat Kai Klose, der FDP-Kandidat Stefan Müller und der AfD-Kandidat Klaus Gagel über die jeweiligen Landeslisten ihrer Parteien in den Landtag eingezogen.

## Wahl 2013
| Gegenstand der Nachweisung | Gegenstand der Nachweisung | Wahlkreis- stimmen | Wahlkreis- stimmen | Landes- stimmen | Landes- stimmen |
| Kreiswahlbewerber          | Partei                     | Anzahl             | %                  | Anzahl          | %               |
| -------------------------- | -------------------------- | ------------------ | ------------------ | --------------- | --------------- |
| Wahlberechtigte            | Wahlberechtigte            | 77.660             | 100,0              | 77.660          | 100,0           |
| Wähler                     | Wähler                     | 60.948             | 78,5               | 60.948          | 78,5            |
| Ungültige Stimmen          | Ungültige Stimmen          | 1.409              | 2,3                | 1.325           | 2,2             |
| Gültige Stimmen            | Gültige Stimmen            | 59.539             | 100,0              | 59.623          | 100,0           |
| davon                      |                            |                    |                    |                 |                 |
| Peter Beuth                | CDU                        | 28.502             | 47,9               | 25.057          | 42,0            |
| Marius Weiß                | SPD                        | 19.336             | 32,5               | 17.072          | 28,6            |
| Stefan Müller              | FDP                        | 1.598              | 2,7                | 3.632           | 6,1             |
| Kai Klose                  | GRÜNE                      | 4.884              | 8,2                | 6.387           | 10,7            |
| Wolfgang Weis              | LINKE                      | 1.936              | 3,3                | 2.164           | 3,6             |
| –                          | FREIE WÄHLER               | –                  | –                  | 527             | 0,9             |
| –                          | NPD                        | –                  | –                  | 503             | 0,8             |
| –                          | REP                        | –                  | –                  | 116             | 0,2             |
| Bernd Fachinger            | PIRATEN                    | 1.080              | 1,8                | 1.045           | 1,8             |
| –                          | BüSo                       | –                  | –                  | 27              | 0,0             |
| –                          | ADd                        | –                  | –                  | 62              | 0,1             |
| –                          | Die Grauen                 | –                  | –                  | 36              | 0,1             |
| Margot Rheinheimer-Bradtke | AfD                        | 2.203              | 3,7                | 2.580           | 4,3             |
| –                          | AVIP                       | –                  | –                  | 46              | 0,1             |
| –                          | LUPe                       | –                  | –                  | 14              | 0,0             |
| –                          | ÖDP                        | –                  | –                  | 78              | 0,1             |
| –                          | Die Partei                 | –                  | –                  | 248             | 0,4             |
| –                          | PSG                        | –                  | –                  | 29              | 0,0             |

Neben Peter Beuth als Gewinner des Direktmandats sind aus dem Wahlkreis noch Marius Weiß und Kai Klose über die jeweilige Landesliste in den Landtag eingezogen. Der Wahlkreis gehört zu denen mit der höchsten Wahlbeteiligung in Hessen, zugleich gehört er mit 2,3 Prozent zu denen mit dem geringsten Anteil ungültiger Stimmen.

## Wahl 2009
| Gegenstand der Nachweisung | Gegenstand der Nachweisung | Wahlkreis- stimmen | Wahlkreis- stimmen | Landes- stimmen | Landes- stimmen |
| Bewerber                   | Partei                     | Anzahl             | %                  | Anzahl          | %               |
| -------------------------- | -------------------------- | ------------------ | ------------------ | --------------- | --------------- |
| Wahlberechtigte            | Wahlberechtigte            | 76.986             | 100,0              | 76.986          | 100,0           |
| Wähler                     | Wähler                     | 51.204             | 66,5               | 51.204          | 66,5            |
| Ungültige Stimmen          | Ungültige Stimmen          | 1.390              | 2,7                | 1.144           | 2,2             |
| Gültige Stimmen            | Gültige Stimmen            | 49.814             | 100,0              | 50.060          | 100,0           |
| davon                      |                            |                    |                    |                 |                 |
| Peter Beuth                | CDU                        | 23.234             | 46,6               | 19.894          | 39,7            |
| Marius Weiß                | SPD                        | 13.444             | 27,0               | 10.582          | 21,1            |
| Stefan Müller              | FDP                        | 5.917              | 11,9               | 8.941           | 17,9            |
| Kai Klose                  | GRÜNE                      | 5.242              | 10,5               | 6.889           | 13,8            |
| Benno Pörtner              | LINKE                      | 1.977              | 04,0               | 2.144           | 04,3            |
| —                          | REP                        | –                  | —                  | 296             | 00,6            |
| —                          | FW                         | –                  | —                  | 630             | 01,3            |
| —                          | NPD                        | –                  | —                  | 347             | 00,7            |
| —                          | PIRATEN                    | –                  | —                  | 270             | 00,5            |
| —                          | BüSo                       | –                  | —                  | 67              | 00,1            |

Neben Peter Beuth als Gewinner des Direktmandats waren aus dem Wahlkreis noch Marius Weiß, Stefan Müller und Kai Klose über die Landeslisten in den Landtag eingezogen.

## Wahl 2008
Bei der Landtagswahl in Hessen 2008 traten folgende Kandidaten an:
| Gegenstand der Nachweisung | Gegenstand der Nachweisung | Wahlkreis- stimmen | Wahlkreis- stimmen | Landes- stimmen | Landes- stimmen |
| Bewerber                   | Partei                     | Anzahl             | %                  | Anzahl          | %               |
| -------------------------- | -------------------------- | ------------------ | ------------------ | --------------- | --------------- |
| Wahlberechtigte            | Wahlberechtigte            | 76.901             | 100,0              | 76.901          | 100,0           |
| Wähler                     | Wähler                     | 53.633             | 69,7               | 53.633          | 69,7            |
| Ungültige Stimmen          | Ungültige Stimmen          | 951                | 1,8                | 801             | 1,5             |
| Gültige Stimmen            | Gültige Stimmen            | 52.682             | 100,0              | 52.682          | 100,0           |
| davon                      |                            |                    |                    |                 |                 |
| Peter Beuth                | CDU                        | 22.380             | 42,5               | 20.675          | 39,1            |
| Marius Weiß                | SPD                        | 19.972             | 37,9               | 18.819          | 35,8            |
| Kai Klose                  | GRÜNE                      | 3.661              | 06,9               | 3.995           | 07,6            |
| Anja Theisen               | FDP                        | 3.436              | 06,5               | 5.130           | 09,7            |
| Harald Arnoldt             | REP                        | 855                | 01,6               | 479             | 00,9            |
| –                          | Tierschutzpartei           | –                  | –                  | 270             | 00,5            |
| –                          | BüSo                       | –                  | –                  | 20              | 00,0            |
| –                          | PSG                        | –                  | –                  | 11              | 00,0            |
| –                          | Volksabstimmung            | –                  | –                  | 56              | 00,1            |
| –                          | GRAUE                      | –                  | –                  | 56              | 00,1            |
| Mike Ladwig                | LINKE                      | 1.355              | 02,6               | 1.948           | 03,7            |
| –                          | Die Violetten              | –                  | –                  | 30              | 00,1            |
| –                          | FAMILIE                    | –                  | –                  | 133             | 00,3            |
| Roland Hoffmann            | FW                         | 1.023              | 01,9               | 566             | 01,1            |
| –                          | NPD                        | –                  | –                  | 361             | 00,7            |
| –                          | PIRATEN                    | –                  | –                  | 164             | 00,3            |
| –                          | UB                         | –                  | –                  | 19              | 00,0            |

## Wahl 2003
| Gegenstand der Nachweisung | Gegenstand der Nachweisung | Wahlkreis- stimmen | Wahlkreis- stimmen | Landes- stimmen | Landes- stimmen |
| Bewerber                   | Partei                     | Anzahl             | %                  | Anzahl          | %               |
| -------------------------- | -------------------------- | ------------------ | ------------------ | --------------- | --------------- |
| Wahlberechtigte            | Wahlberechtigte            | 76.004             | 100,0              | 76.004          | 100,0           |
| Wähler                     | Wähler                     | 52.478             | 69,0               | 52.478          | 69,0            |
| Ungültige Stimmen          | Ungültige Stimmen          | 1.164              | 2,2                | 843             | 1,6             |
| Gültige Stimmen            | Gültige Stimmen            | 51.314             | 100,0              | 51.635          | 100,0           |
| davon                      |                            |                    |                    |                 |                 |
| Peter Beuth                | CDU                        | 28.572             | 55,7               | 26.425          | 51,2            |
| Benno Pörtner              | SPD                        | 15.649             | 30,5               | 13.870          | 26,9            |
| Seel                       | GRÜNE                      | 4.590              | 8,9                | 5.291           | 10,2            |
| Stefan Müller              | FDP                        | 2.503              | 4,9                | 4.210           | 8.2             |
| –                          | REP                        | –                  | –                  | 640             | 1,2             |
| –                          | Tierschutzpartei           | –                  | –                  | 386             | 0,7             |
| –                          | DIE FRAUEN                 | –                  | –                  | 120             | 0,2             |
| –                          | PBC                        | –                  | –                  | 106             | 0,2             |
| –                          | DKP                        | –                  | –                  | 55              | 0,1             |
| –                          | ödp                        | –                  | –                  | 47              | 0,1             |
| –                          | BüSo                       | –                  | –                  | 26              | 0,1             |
| –                          | FAG Hessen                 | –                  | –                  | 251             | 0,5             |
| –                          | PSG                        | –                  | –                  | 26              | 0,1             |
| –                          | Schill                     | –                  | –                  | 182             | 0,4             |

## Wahl 1999
| Gegenstand der Nachweisung | Gegenstand der Nachweisung | Wahlkreis- stimmen | Wahlkreis- stimmen | Landes- stimmen | Landes- stimmen |
| Bewerber                   | Partei                     | Anzahl             | %                  | Anzahl          | %               |
| -------------------------- | -------------------------- | ------------------ | ------------------ | --------------- | --------------- |
| Wahlberechtigte            | Wahlberechtigte            | 74.009             | 100,0              | 74.009          | 100,0           |
| Wähler                     | Wähler                     | 51.246             | 69,2               | 51.246          | 69,2            |
| Ungültige Stimmen          | Ungültige Stimmen          | 765                | 1,5                | 648             | 1,3             |
| Gültige Stimmen            | Gültige Stimmen            | 50.481             | 100,0              | 50.598          | 100,0           |
| davon                      |                            |                    |                    |                 |                 |
| Peter Beuth                | CDU                        | 22.943             | 45,4               | 22.764          | 45,0            |
| ?                          | SPD                        | 21.100             | 41,8               | 19.074          | 37,7            |
| ?                          | GRÜNE                      | 2.085              | 5,2                | 2.455           | 6,2             |
| ?                          | F.D.P.                     | 2.050              | 4,1                | 2.996           | 5,9             |
| ?                          | REP                        | 1.133              | 2,2                | 1.121           | 2,2             |
| –                          | Die Tierschutzpartei       | –                  | –                  | 226             | 0,4             |
| –                          | DIE FRAUEN                 | –                  | –                  | 89              | 0,2             |
| –                          | PASS                       | –                  | –                  | 20              | 0,0             |
| –                          | DKP                        | –                  | –                  | 43              | 0,1             |
| –                          | BüSo                       | –                  | –                  | 10              | 0,0             |
| –                          | FWG                        | –                  | –                  | 190             | 0,4             |
| ?                          | PBC                        | 82                 | 0,2                | 94              | 0,2             |
| ?                          | DHP                        | 91                 | 0,2                | 85              | 0,2             |
| –                          | NATURGESETZ                | –                  | –                  | 37              | 0,1             |
| –                          | ödp                        | –                  | –                  | 43              | 0,1             |
| –                          | NPD                        | –                  | –                  | 52              | 0,1             |
| ?                          | BFB-Die Offensive          | 106                | 0,2                | 106             | 0,2             |

## Wahl 1995
| Gegenstand der Nachweisung | Gegenstand der Nachweisung | Wahlkreis- stimmen | Wahlkreis- stimmen | Landes- stimmen | Landes- stimmen |
| Bewerber                   | Partei                     | Anzahl             | %                  | Anzahl          | %               |
| -------------------------- | -------------------------- | ------------------ | ------------------ | --------------- | --------------- |
| Wahlberechtigte            | Wahlberechtigte            | 72.887             | 100,0              | 72.887          | 100,0           |
| Wähler                     | Wähler                     | 51.045             | 70,0               | 51.045          | 70,0            |
| Ungültige Stimmen          | Ungültige Stimmen          | 1.239              | 2,4                | 1.051           | 2,1             |
| Gültige Stimmen            | Gültige Stimmen            | 49.806             | 100,0              | 49.806          | 100,0           |
| davon                      |                            |                    |                    |                 |                 |
| Manfried Weber             | SPD                        | 21.002             | 42,2               | 17.690          | 35,4            |
| Roland Rösler              | CDU                        | 19.809             | 39,8               | 19.936          | 39,9            |
| ?                          | GRÜNE                      | 4.824              | 9,7                | 6.135           | 12,3            |
| ?                          | F.D.P.                     | 2.973              | 6,0                | 4.296           | 8,6             |
| –                          | ÖDP                        | –                  | –                  | 70              | 0,1             |
| –                          | GRAUE                      | –                  | –                  | 131             | 0,3             |
| ?                          | REP                        | 971                | 1,9                | 910             | 1,8             |
| –                          | Solidarität                | –                  | –                  | 13              | 0,0             |
| –                          | APD                        | –                  | –                  | 140             | 0,3             |
| –                          | DKP                        | –                  | –                  | 23              | 0,0             |
| –                          | NPD                        | –                  | –                  | 65              | 0,1             |
| ?                          | DHP                        | 227                | 0,5                | 108             | 0,2             |
| –                          | f.NEP                      | –                  | –                  | 31              | 0,1             |
| –                          | NATURGESETZ                | –                  | –                  | 56              | 0,1             |
| –                          | BFB                        | –                  | –                  | 194             | 0,4             |
| –                          | PBC                        | –                  | –                  | 102             | 0,2             |
| –                          | STATT Partei               | –                  | –                  | 94              | 0,2             |

## Wahl 1991
| Gegenstand der Nachweisung | Gegenstand der Nachweisung | Wahlkreis- stimmen | Wahlkreis- stimmen | Landes- stimmen | Landes- stimmen |
| Bewerber                   | Partei                     | Anzahl             | %                  | Anzahl          | %               |
| -------------------------- | -------------------------- | ------------------ | ------------------ | --------------- | --------------- |
| Wahlberechtigte            | Wahlberechtigte            | 71.006             | 100,0              | 71.006          | 100,0           |
| Wähler                     | Wähler                     | 50.672             | 71,4               | 50.672          | 71,4            |
| Ungültige Stimmen          | Ungültige Stimmen          | 801                | 1,6                | 677             | 1,3             |
| Gültige Stimmen            | Gültige Stimmen            | 49.871             | 100,0              | 49.995          | 100,0           |
| davon                      |                            |                    |                    |                 |                 |
| Roland Rösler              | CDU                        | 19.707             | 39,5               | 19.451          | 38,9            |
| Manfried Weber             | SPD                        | 21.999             | 44,1               | 19.706          | 39,4            |
| ?                          | GRÜNE                      | 3.279              | 6,6                | 4.886           | 9,8             |
| ?                          | F.D.P.                     | 3.832              | 7,7                | 4.532           | 9,1             |
| ?                          | REP                        | 1.054              | 2,1                | 1.042           | 2,1             |
| –                          | DIE GRAUEN                 | –                  | –                  | 190             | 0,4             |
| –                          | ÖDP                        | –                  | –                  | 116             | 0,2             |
| –                          | PBC                        | –                  | –                  | 72              | 0,1             |

## Wahl 1987
|                   | Partei            | Anzahl | %     |
| ----------------- | ----------------- | ------ | ----- |
| Wahlberechtigte   | Wahlberechtigte   | 67.530 | 100,0 |
| Wähler            | Wähler            | 54.832 | 81,2  |
| Ungültige Stimmen | Ungültige Stimmen | 444    | 0,8   |
| Gültige Stimmen   | Gültige Stimmen   | 54.388 | 100,0 |
| davon             |                   |        |       |
| Gerhard Bruch     | SPD               | 20.828 | 38,3  |
| Roland Rösler     | CDU               | 22.797 | 41,9  |
| ?                 | F.D.P.            | 5.075  | 9,3   |
| ?                 | GRÜNE             | 5.440  | 10,0  |
| ?                 | DKP               | 84     | 0,2   |
| ?                 | ÖDP               | 164    | 0,3   |

## Wahl 1983
|                       | Partei            | Anzahl | %     |
| --------------------- | ----------------- | ------ | ----- |
| Wahlberechtigte       | Wahlberechtigte   | 63.802 | 100,0 |
| Wähler                | Wähler            | 53.347 | 83,6  |
| Ungültige Stimmen     | Ungültige Stimmen | 390    | 0,7   |
| Gültige Stimmen       | Gültige Stimmen   | 52.957 | 100,0 |
| davon                 |                   |        |       |
| Roland Rösler         | CDU               | 21.120 | 39,9  |
| Gerhard Bruch         | SPD               | 23.624 | 44,6  |
| Norbert Wolter        | GRÜNE             | 2.938  | 5,5   |
| Werner Larem          | F.D.P.            | 4.934  | 9,3   |
| Karola Befard         | DKP               | 70     | 0,1   |
| Dirk Petry            | LD                | 217    | 0,4   |
| Rosemarie Vittinghoff | EAP               | 54     | 0,1   |

## Bisherige Abgeordnete
Direkt gewählte Abgeordnete des Wahlkreises Rheingau-Taunus II waren:
| Jahr | Direktkandidat | Partei | Erststimmen in % |
| ---- | -------------- | ------ | ---------------- |
| 2023 | André Stolz    | CDU    | 41,6             |
| 2018 | Peter Beuth    | CDU    | 34,8             |
| 2013 | Peter Beuth    | CDU    | 47,9             |
| 2009 | Peter Beuth    | CDU    | 46,6             |
| 2008 | Peter Beuth    | CDU    | 42,5             |
| 2003 | Peter Beuth    | CDU    | 55,7             |
| 1999 | Peter Beuth    | CDU    | 45,4             |
| 1995 | Manfried Weber | SPD    | 42,2             |
| 1991 | Manfried Weber | SPD    | 44,1             |
| 1987 | Roland Rösler  | CDU    | 41,9             |
| 1983 | Gerhard Bruch  | SPD    | 44,6             |

## Der Wahlkreis bis 1966
Zwischen 1950 und 1966 bestand gemäß dem hessischen Landtagswahlgesetz vom 18. September 1950 der Wahlkreis 24, der den Rheingaukreis und den Untertaunuskreis umfasste. Die beiden damals selbstständigen Gemeinden Königshofen und Niedernhausen gehörten zum Main-Taunus-Kreis und somit zum Wahlkreis 28.
Bei der Landtagswahl in Hessen 1946 war der heutige Wahlkreis Teil des Wahlkreises XIII. Dieser Wahlkreis setzte sich zusammen aus dem Rheingaukreis, dem Untertaunuskreis und der kreisfreien Stadt Wiesbaden. Gewählt wurden:
- Georg Buch (SPD)
- Heinrich Glücklich (LDP)
- Ferdinand Grün (CDU)
- Erich Köhler (CDU)
- Else Voos (SPD)